# 120375 Kugel
120375 Kugel este un asteroid din centura principală de asteroizi.

## Descoperirea asteroidului
120375 Kugel este un asteroid care a fost descoperit la 10 august 2005, la Ottmarsheim, de către astronoma franceză Claudine Rinner.

## Caracteristici
Asteroidul prezintă o orbită caracterizată de o semiaxă majoră egală cu 2,32 u.a., de o excentricitate de 0,22 și de o înclinație de 2,8° în raport cu ecliptica.

## Denumirea asteroidului
Asteroidul a primit numele în onoarea colaboratorului descoperitoarei, François Kugel.